# Małokachowka
Małokachowka (ukr. Малокаховка) – wieś na Ukrainie, w obwodzie chersońskim, w rejonie kachowskim, w hromadzie Kachowka. W 2001 liczyła 3002 mieszkańców.